# Alain Glavieux
Alain Glavieux (4 luglio 1949 – 25 settembre 2004) è stato un ingegnere francese.

## Carriera

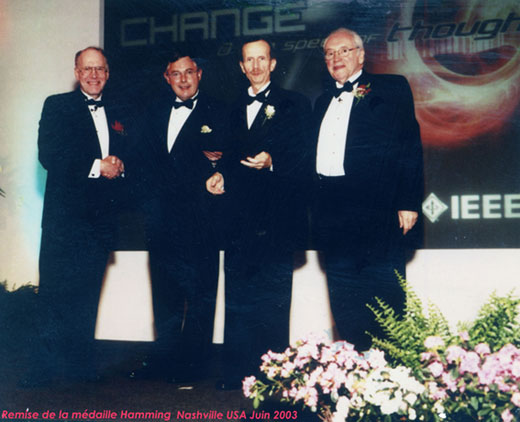
Alain Glavieux all'assegnazione della medaglia Hamming (2003)

È stato professore di ingegneria elettrotecnica presso l'École Nationale Supérieure des Télécommunications de Bretagne. Egli è stato il coinventore con Claude Berrou e Punya Thitimajshima di un innovativo sistema di codifica denominato turbocodici.
Glavieux ha ricevuto un "IEEE Golden Jubilee Award" per l'Innovazione Tecnologica nel 1998, una Medaglia IEEE Richard W. Hamming nel 2003, ed il premio Grand Prix France Telecom dalla French Academy of Sciences nel 2003.
Morì il 25 settembre 2004 all'età di 55 anni.